# 포르쉐 356

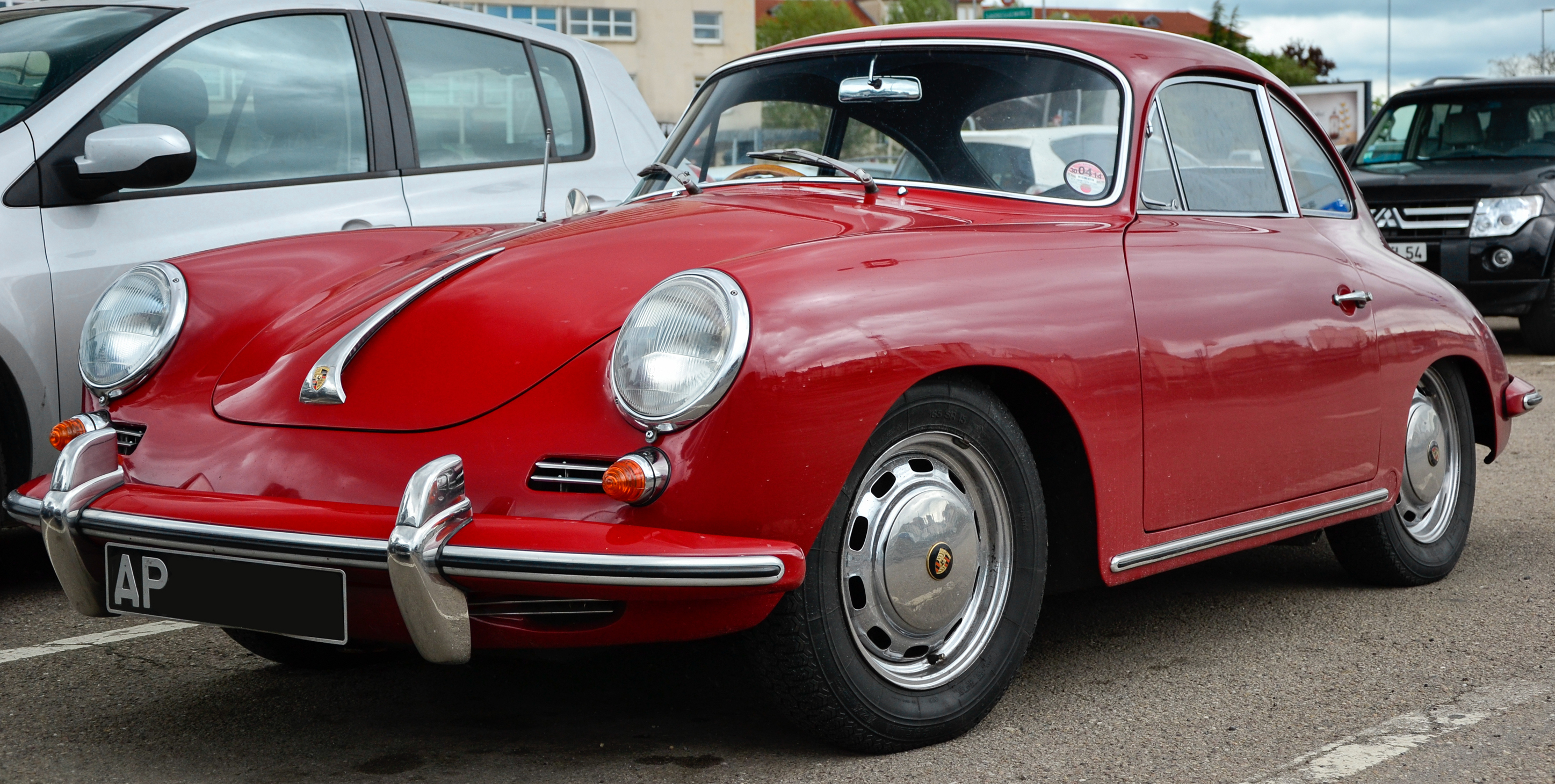
포르쉐 356 C 쿠페

포르쉐 356(Porsche 356)은 오스트리아의 기업 Porsche Konstruktionen GesmbH(1948~1949년)가 처음 생산하였다가 이후 독일 기업 Dr. Ing. h. c. F. Porsche GmbH(1950~1965년)가 생산한 스포츠카이다. 포르쉐라는 이름을 상품명으로 한 최초의 자동차이다. 오스트리아의 기업이 설계한 초기 차들로는 폭스바겐 비틀 치시탈리아 그랑프리 레이스카, 아우토 유니언 레이싱카가 포함된다.
포르쉐 356은 경량의 민첩한 핸들링, 리어 엔진, 후륜 구동, 하드톱 쿠페와 오픈 구성을 둘 다 제공하는 2도어 차량이다. 공학적 혁신은 수년의 제조 기간 동안 유지되어 모터스포츠의 성공과 인기에 기여하였다. 1948년에 오스트리아 그뮌트에서 대략 50대 정도 생산을 시작하였다. 1950년, 공장은 독일 주펜하우젠으로 옮겼고 1965년 4월까지 356 모델의 생산이 계속되었고 포르쉐 356을 대체하는 모델 포르쉐 911은 1964년 9월 데뷔하였다. 76,000대 생산분 중에 약 절반이 살아남았다.
356 쿠페의 1948년 최초 출시가는 US$3,750이었다. 356 카브리올레의 비용은 US$4,250이다.

## 모델
- 356 "pre-A"
- 356 A
- 356 B
- 356 C
- 530